# برايان نوبل
برايان نوبل (بالإنجليزية: Brian Noble)‏ هو لاعب كرة قدم أمريكية أمريكي، ولد في 6 سبتمبر 1962 في آناهايم في الولايات المتحدة.

## وصلات خارجية
- برايان نوبل على موقع مرجع كرة القدم المحترفة.كوم (الإنجليزية)